# Муфидзаде, Джамиль Мир Юсиф оглы
Джамиль Мир Юсиф оглы Муфидзаде (азерб. Cəmil Miryusif oğlu Müfidzadə; 24 февраля 1934, Ордубад — 20 декабря 2019, Баку) — азербайджанский график. Народный художник Азербайджана (2002).

## Биография
Джамиль Муфидзаде родился 24 февраля 1934 года в Ордубаде. Он стал пятым ребёнком в семье. Отец работал бухгалтером, а мать была домохозяйкой. С юных лет увлекался рисованием. Первое специализированное образование он получил в 1948—1955 годах в Бакинском художественном училище имени Азима Азимзаде. Его дипломной работой стала картина «Отправка экспонатов на Всесоюзную выставку». Затем в 1955—1956 годах проходил обучение в Киевской средней художественной школе, где от увлёкся офортом. В Киеве Муфидзаде узнал, что в Харьковском государственном художественном институте преподаёт выдающийся украинский график Василий Мироненко, после чего решил перевестись к нему на отделение графики. В Харьковском государственном художественном институте Джамиль Муфидзаде учился с 1959 по 1962 год, его дипломной работой стала серия из двенадцати цветных офортов «Нефтяные камни». После окончания учёбы вернулся в Баку, где ему выделили мастерскую и дали небольшую квартиру в Ичери-шехер.
В выставках принимал участие с 1957 года. Одни из наиболее известных его серий работ: «Ичери-шехер», «Нефть Апшерона», «Баку — нефтяная столица», «Бухенвальд», «Хыналыг», «На земле Монголии», «Впечатления от Египта» и другие. Над серией «Ичери-шехер» он начал работать в 1965 году, а закончил в конце 1990-х, она включает около сотни картин. Произведения художника хранятся в Азербайджанском государственном музее искусств, Государственной картинной галерее, Государственном музее искусств народов Востока (Москва), Доме-музее Максима Горького (Москва), в музее Людвига (Германия), музее искусств Улан-Батора (Монголия) и частных коллекциях ряда стран.
Джамиль Муфидзаде возглавлял кафедру графики в Азербайджанской государственной академии художеств, был автором учебника «Офорт».
Джамиль Муфидзаде много путешествовал. Он выпустил книгу «4/5 Земли», в которую вошли его фотовоспоминания и работы, выполненные во время путешествий.
Скончался 20 декабря 2019 года в Баку.

## Награды
- Заслуженный художник Азербайджанской ССР (1982)[4]
- Народный художник Азербайджана (2002)[4]
- Персональная пенсия Президента Азербайджанской Республики (2004)[6]